# حفرة كيس الدمع
حفرة كيس الدمع هي انخفاض مقعر عميق ناعم في العظم الدمعي والذي يشكل الجدار الأوسط لمحجر العين والتي يوجد فيها كيس الدمع الذي يصب في القناة الأنفية الدمعية.